# Yasawiyya
Yasawiyya és una important confraria sufí activa a l'Àsia central, al Xinjiang, entre altres llocs de la Xina, a les repúbliques musulmanes tàtars de la Federació Russa i a Turquia, fundada per Ahmad Yasawi (mort el 1166/11167), del qual agafa el seu nom, amb centre a la ciutat de Yasi, avui Turkestan (al Kazakhstan).